# Leichtathletik-Weltmeisterschaften 2009/Teilnehmer (Irak)
| Gelbes Symbol für Goldmedaillen mit stilisierten Olympischen Ringen | Graues Symbol für Silbermedaillen mit stilisierten Olympischen Ringen | Braundes Symbol für Bronzemedaillen mit stilisierten Olympischen Ringen |
| ------------------------------------------------------------------- | --------------------------------------------------------------------- | ----------------------------------------------------------------------- |
| —                                                                   | —                                                                     | —                                                                       |

Der irakische Leichtathletik-Verband stellte zwei Athleten bei den Leichtathletik-Weltmeisterschaften 2009 in Berlin.

## Ergebnisse

### Männer

#### Sprung/Wurf
| Athlet              | Disziplin  | Qualifikation | Qualifikation | Finale     | Finale |
| Athlet              | Disziplin  | Weite/Höhe    | Platz         | Weite/Höhe | Platz  |
| ------------------- | ---------- | ------------- | ------------- | ---------- | ------ |
| Haidar Abdul Shadid | Diskuswurf | NMW           | NMW           | –          | –      |

### Frauen

#### Laufdisziplinen
| Athletin                | Disziplin | Vorlauf    | Vorlauf | Viertelfinale      | Viertelfinale      | Halbfinale         | Halbfinale         | Finale             | Finale             |
| Athletin                | Disziplin | Zeit       | Platz   | Zeit               | Platz              | Zeit               | Platz              | Zeit               | Platz              |
| ----------------------- | --------- | ---------- | ------- | ------------------ | ------------------ | ------------------ | ------------------ | ------------------ | ------------------ |
| Dana Hussein Abdulrazak | 100 m     | 12,38 s SB | 46      | nicht qualifiziert | nicht qualifiziert | nicht qualifiziert | nicht qualifiziert | nicht qualifiziert | nicht qualifiziert |